# Horas Decisivas
Horas Decisivas (em inglês:  The Finest Hours) é um filme de drama americano realizado por Craig Gillespie e escrito por Eric Johnson e Paul Tamasy, baseado no livro de 2009 do mesmo nome de Casey Sherman e Michael J. Tougias. O filme é sobre uma história verídica do Pendleton uma tentativa de missão de resgate pelos navios da Guarda Costeira. A tempestade atingiu e dividiu em pedaços dois petroleiros em 1952.

## Enredo
A missão de resgate ocorreu em 1952 ao largo da costa de Cape Cod após dois petroleiros, SS Fort Mercer e SS Pendleton, serem destruídos por ventos de inverno traiçoeiros e ondas. A tripulação do barco foi heroicamente envolvida no resgate de quase todos os tripulantes dos navios-tanque.

## Elenco
- Chris Pine como Bernie Webber
- Casey Affleck como Raymond Sybert
- Ben Foster como Richard Livesey
- Josh Stewart como Tchuda Southerland
- Graham McTavish como Frank Fauteux
- Kyle Gallner como Andrew Fitzgerald
- Eric Bana como Daniel Cluff[5]
- Holliday Grainger como Miriam Pentinen
- Keiynan Lonsdale como Eldon Hanan
- Rachel Brosnahan como Bea Hansen
- Michael Raymond-James como A.B. Seaman D.A. Brown
- John Magaro como Ervin Maske
- Matthew Maher como Carl Nickerson
- Abraham Benrubi como George "Tiny" Myers
- Benjamin Koldyke como Donald Bangs
- Beau Knapp como Mel "Gus" Gouthro

## Produção

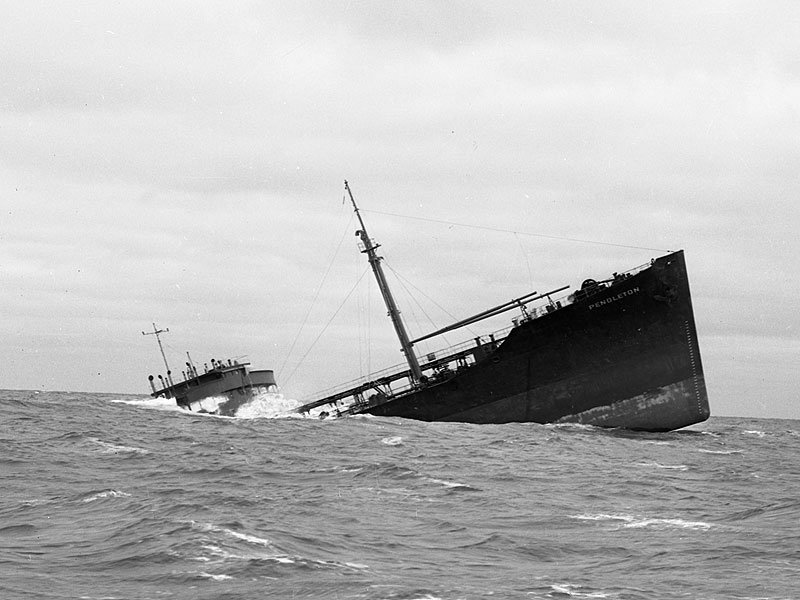
Seção Bow da SS Pendleton, a 19 de Fevereiro de 1952

A Walt Disney Pictures e a Whitaker Entertainment produziram o filme.
A 12 de Agosto de 2011, a Walt Disney Pictures adquire os direitos do romance de 2009, The Finest Hours.   Paul Tamasy e Eric Johnson  escreveram o cenário baseado no livro e entrevistas que realizou com sobreviventes. A 17 de Abril de 2014, a  Disney contratou Craig Gillespie para realizar o filme.  O elenco foi feito de Abril a Outubro de 2014.

### Filmagens
As filmagens começaram a 8 de Setembro de 2014, en Quincy. A 27 de Outubro, o filme estava a ser filmado em Fore River Shipyard no Quincy. Também filmaram em South Shore e mudaram para Chatham em Dezembro. No início de Dezembro, as filmagens foram realizadas na cidade de Marshfield. A 12 de Dezembro, Affleck foi visto a tocar piano na Symphony Hall em Boston, enquanto eles estavam a filmar em Chatham na época. Affleck desejou que as filmagens do filme continuem a ser "uma das melhores"

## Lançamento
Depois de várias mudanças em datas de lançamento, o filme foi lançado nos EUA em 29 de Janeiro de 2016. Em Portugal foi lançado em 4 de fevereiro de 2016 e no Brasil em 18 de fevereiro do mesmo ano. 

## Recepção pela crítica
O filme, de maneira geral, foi bem recebido pela crítica especializada. O crítico João Carlos Correia, do site brasileiro Observatório do Cinema, deu 4 estrelas de um total de 5.

## Prêmios e indicações

### Prêmios
Heartland Film
- Melhor filme baseado em fatos reais: 2016[25]